# Gilgenberg am Weilhart
Gilgenberg am Weilhart je obec v okrese Braunau v rakouské spolkové zemi Horní Rakousy.

## Geografie
Gilgenberg leží v oblasti Innviertel. Přibližně 18 % rozlohy obce tvoří lesy a 77 % zemědělská půda.